# Onze Lieve Vrouw van Zeitoun

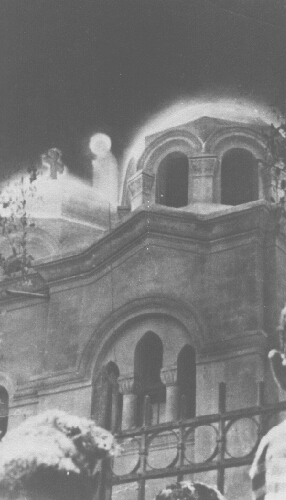
Het fenomeen van de Onze Lieve Vrouw op de Koptische kerk in Zeitoun, een buitenwijk van Caïro, 1968

Onze Lieve Vrouw van Zeitoun of El-Zeitoun (soms ook Onze Lieve Vrouw van het Licht) is een door de Koptisch-orthodoxe Kerk erkende Mariaverschijning in Zeitoun, een district van Caïro, Egypte. De veronderstelde verschijningen van Maria trokken internationale aandacht en strekken zich uit over een periode van 2 tot 3 jaar en begonnen op 2 april 1968.

## de Verschijning
De eerste verschijning werd in de avond van 2 april gemeld. De moslim Farouk Mohammed Atwa, die tegenover de Mariakerk van Zeitoun werkte, zag op het dak van de kerk een vrouw waarvan hij dacht dat ze zelfmoord wilde plegen door van het gebouw te springen. Twee andere mannen zagen ook de witte gedaante en er begon zich een mensenmassa te verzamelen. De gewaarschuwde politie, die de waarneming uitlegde als een reflectie van de straatlantaarns, probeerde de mensen te verspreiden. De menigte echter was ervan overtuigd dat men hier een duidelijke verschijning van de Heilige Maagd zag en de pogingen om de mensen uiteen te drijven liepen op niets uit. Na enige minuten verdween de gedaante.
Eén week later, op 9 april, vond er een herhaling van de gebeurtenis plaats. Opnieuw duurde de verschijning enkele minuten. Daarna kwamen de verschijningen vaker, soms tot twee of drie keer per week. Dit ging enkele jaren door tot 1971.
Onderzoeken door de politie leverden geen verklaring voor het verschijnsel. In een omtrek van ruim 20 kilometer konden er geen middelen gevonden worden waarmee de Mariaverschijning zouden zijn geprojecteerd, terwijl anderzijds de grote aantallen foto's van verschillende bronnen de mogelijkheid van fotografische manipulatie uitsloot. De verschijnselen werden bovendien opgenomen en op de Egyptische televisie uitgezonden.
Paus Cyril VI van Alexandrië, het hoofd van de Koptisch-orthodoxe Kerk, benoemde een comité met een aantal belangrijke priesters en bisschoppen om de verschijningen te onderzoeken. Dit onderzoek leidde tot een verklaring van de paus, waarin de verschijningen als echt werden erkend.
Vanwege het ontbreken van aannemelijke alternatieven die de lichtgevende waarnemingen verklaarden, erkent ten slotte ook de Egyptische regering de verschijningen als echt.